# U-626
Unterseeboot 626 foi um submarino alemão do Tipo VIIC, pertencente a Kriegsmarine que atuou durante a Segunda Guerra Mundial.

## Comandantes
| Comandante           | Data                                         |
| -------------------- | -------------------------------------------- |
| Ltn. Hans-Botho Bade | 11 de junho de 1942 - 15 de dezembro de 1942 |

## Subordinação
Durante o seu tempo de serviço, esteve subordinado às seguintes flotilhas:
| Período                                        | Flotilha                                  |
| ---------------------------------------------- | ----------------------------------------- |
| 11 de junho de 1942 - 31 de outubro de 1942    | 5. Unterseebootsflottille (treinamento)   |
| 1 de novembro de 1942 - 15 de dezembro de 1942 | 6. Unterseebootsflottille (serviço ativo) |